# Balúčistánská republikánská armáda
Balúčistánská republikánská armáda je separatistická organizace či teroristická skupina, která se dne července 2007 otevřeně přiznala k útokům proti civilistům, pákistánským bezpečnostním silám a infrastruktuře. Jejich primárním cílem jsou osoby pákistánských ozbrojených sil, nepůvodní Balochové, turisté, mezinárodní ropné společnosti, Pákistánské dráhy a elektrorozvodná síť. Mnoho jejich členů trénuje v guerilových táborech v horách Afghánistánu a mají také mnoho členů v městských oblastech, kteří provádějí útoky na cíle, jako jsou vozidla pákistánských ozbrojených sil, nevinných civilistů a konvojů mezinárodních organizací jako jsou USAID, UN agentury a další nevládní organizace. V současnosti jsou jejich aktivity narušeny operaci pákistánských ozbrojených sil v boji proti terorismu v oblasti podél hranic s Afghánistánem.